# Chirurgie plastică-microchirurgie reconstructivă
Chirurgia plastică-microchirurgia reconstructivă este o specialitate medicală care se ocupă cu diagnosticul și tratamentul chirurgical al arsurilor, electrocuțiilor, traumatismelor însoțite de distrugeri de părți moi, ale mâinilor traumatizate (leziuni tegumentare, scheletice, tendinoase, vasculo-nervoase), al tumorilor de suprafață, al malformațiilor congenitale și al unor suferințe estetice.